# Bárcena de Cicero
Bárcena de Cicero ist eine Gemeinde in der spanischen Autonomen Region Kantabrien.

## Geographie

### Lage
Die Gemeinde liegt im südöstlichsten Teil der Marismas de Santoña, eines sumpfigen Feuchtgebiets in Meeresnähe, und wird von mehreren Wasserläufen begrenzt, die in dieses Sumpfgebiet münden.

### Gemeindegliederung
- Adal
- Ambrosero
- Bárcena de Cicero
- Cicero
- Gama (Hauptstadt)
- Moncalián
- Treto
- Vidular

## Geschichte
Die ersten Dokumente, die über das Gemeindegebiet bekannt sind, stammen aus dem Jahr 1082 und beziehen sich auf die Lieferung einer Quiñón an das Kloster Puerto.
Die Kirche San Esteban und das um sie herum entstandene Bevölkerungszentrum (Moncalián) gelangten 1254 unter die Herrschaft des Klosters Santoña. Bárcena de Cicero war, bevor es königliches Territorium wurde, mit dem Regime des Hauses Agüero verbunden.
Seit 1835 besteht der Name Bárcena de Cicero.

### Einwohnerentwicklung
| 1842 | 1900 | 1950 | 1981 | 1991 | 2001 | 2011 |
| ---- | ---- | ---- | ---- | ---- | ---- | ---- |
| 1614 | 1974 | 3082 | 2461 | 2305 | 2478 | 4107 |